# Чоктав Стэдиум
«Чоктав Стэдиум» (англ. Choctaw Stadium), ранее «Глоуб Лайф Парк» (англ. Globe Life Park) — многоцелевой стадион в Арлингтоне (штат Техас) в США. Открылся в апреле 1994 года как бейсбольный стадион в качестве замены старому «Арлингтон-стэдиуму». С 1994 по 2019 год являлся домашним стадионом клуба Главной лиги бейсбола «Техас Рейнджерс», а также в нём находился бейсбольный Зал славы «Техас Рейнджерс». В настоящее время является домашней ареной для «Норт Тексас» из MLS Next Pro (резервная команда ФК «Даллас» из MLS) и «Арлингтон Ренегадс» из UFL.
Вместимость — 48 114 зрителей (бейсбол) и 25 000 зрителей на футбольных матчах.

## История
Финансирование строительства стадиона для «Техас Рейнджерс» было одобрено городским советом Арлингтона в 1991 году. Строительство было начато 2 апреля 1992 года и проходило рядом с «Арлингтон-стэдиумом» — стадионом, который новое сооружение должно было заменить. Первое мероприятие в «Боллпарке в Арлингтоне» прошло 1 апреля 1994 года, которым стала товарищеская игра между «Рейнджерс» и «Нью-Йорк Метс». Первая официальная игра прошла 11 апреля, в которой соперником «Рейнджерс» были «Милуоки Брюэрс».
Рекорд посещаемости стадиона был зафиксирован 30 октября 2010 года, когда 52 419 человек пришло посмотреть третью игру Мировой серии против «Сан-Франциско Джайентс».
Первоначально стадион назывался «Боллпарк в Арлингтоне» (The Ballpark in Arlington). 7 мая 2004 года, после того, как компания Ameriquest купила права на название, стадион был переименован в «Америквест Филд в Арлингтоне» (Ameriquest Field in Arlington). 19 марта 2007 года «Техас Рейнджерс» разорвали соглашение с Ameriquest и переименовали стадион в «Рейнджерс Боллпарк в Арлингтоне» (Rangers Ballpark in Arlington). 5 февраля 2014 года компания Globe Life and Accident Insurance Company купила права на название стадиона.
20 мая 2016 года «Техас Рейнджерс» объявили о строительстве нового стадиона по соседству со старым. Новый стадион должен был быть построен в рамках государственно-частного партнерства и иметь раздвижную крышу. 24 июля 2020 года «Рейнджерс» провели свою первую игру на новом стадионе, названном «Глоуб Лайф Филд».
В 2020 году, после переезда «Техас Рейнджерс» на новую арену, стадион был переоборудован для американского футбола и соккера.
25 августа 2021 года Choctaw Casinos & Resorts выкупила права на название стадиона.